# NGC 3697
NGC 3697 este o intermediate spiral galaxy⁠(d) situată în constelația Leul. A fost descoperită în 24 februarie 1827 de către John Herschel. Se află la o distanță de 89,54 de megaparseci de Pământ.